# متس ویلاندر
مَتس ویلاندر (سوئدی: Mats Wilander؛ زاده ۲۲ اوت ۱۹۶۴) تنیس‌باز سابق اهل سوئد است. او در سال ۱۹۸۸ با بردن سه گرنداسلم از چهار گرنداسلم ممکن مرد شمارهٔ یک تنیس جهان شد. ویلاندر اکنون مفسر مسابقات تنیس است.